# Cape Wrath (série télévisée)
Pour l’article homonyme, voir Cap Wrath.
Cape Wrath (ou Meadowlands aux États-Unis) est une série télévisée britannique en 8 épisodes de 45 minutes, créée par Robert Murphy et diffusée au Royaume-Uni du 10 juillet 2007 au 7 août 2007 sur Channel 4 et aux États-Unis du 17 juin 2007 au 5 août 2007 sur Showtime. 
En France, elle a été diffusée à partir du 10 décembre 2007 sur Canal+ et rediffusé sur Jimmy, et en Belgique sur BeTV.

## Synopsis
La famille Brogan fuit un passé trouble grâce au programme de protection des témoins. Elle s'installe pour commencer une toute nouvelle vie dans une ville de province appelé Meadowlands. Mais elle sera rapidement rattrapée par ses peurs et sa paranoïa…

## Distribution
- David Morrissey (VF : Renaud Marx) : Danny Brogan
- Lucy Cohu (VF : Françoise Cadol) : Evelyn Brogan
- Felicity Jones (VF : Noémie Orphelin) : Zoe Brogan
- Harry Treadaway (VF : Hervé Grull) : Mark Brogan
- Ralph Brown (VF : Patrick Osmond) : Bernard Wintersgill
- Tom Hardy (VF : Guillaume Orsat) : Jack Donnelly
- Emma Davies (VF : Blanche Ravalec) : Abigail York
- Ella Smith (VF : Camille Donda) : Jezebel Ogilvie
- Tristan Gemmill (VF : Constantin Pappas) : Dr David York
- Melanie Hill (VF : Anne Kerylen) : Brenda Ogilvie
- Scot Williams (VF : Sébastien Desjours) : Tom Tyrell
- Nina Sosanya (VF : Odile Schmitt) : Samantha Campbell
- Don Gilet (VF : David Krüger) : Freddie Marcuse
- Sian Brooke (VF : Catherine Hamilty) : Lori Marcuse
- Sean Harris : Gordon Ormond

## Récompenses
Nominations
- Saturn Award :
  - Nomination au Saturn Award de la meilleure série internationale 2008